# 四川金盏苣苔
四川金盏苣苔（学名：Isometrum sichuanicum）为苦苣苔科金盏苣苔属下的一个种。

## 扩展阅读
維基物種上的相關：四川金盏苣苔